# Fortune's Favour
Fortune's Favour er det ottende studiealbum fra det canadiske folkrockband Great Big Sea. Det blev udgivet i d. 24. juni 2008 i Canada, og d. 8. juli i USA og inkluderede også en DVD. Det kom direkte ind som #5 på Canadian Music Charts og det solgte guld i Canada.
Albummet blev indspillet i bandets studie i St. John's, Newfoundland, med Hawksley Workman som producer. Nummeret "Oh Yeah" er temasangen fra CBC Television-serieen Republic of Doyle.

## Spor
1. "Love Me Tonight" – (Séan McCann, Alan Doyle, Hawksley Workman, Jeen O’Brien) 4:11
2. "Walk on the Moon" – (Alan Doyle, Gordie Sampson) 3:44
3. "England" – (Séan McCann) 3:45
4. "Here and Now" – (Séan McCann, Alan Doyle, Bob Hallett, Hawksley Workman, Jeen O’Brien) 3:40
5. "Long Lost Love" – (Séan McCann, Chris Trapper) 5:26
6. "Oh Yeah" – (Séan McCann, Alan Doyle, Bob Hallett, Hawksley Workman, Jeen O’Brien) 2:15
7. "Banks of Newfoundland" – (Traditionel, Arrangeret af Alan Doyle, Séan McCann, Bob Hallett) 3:24
8. "Dream to Live" – (Séan McCann, Chris Trapper) 4:15
9. "Company of Fools" – (Alan Doyle, Russell Crowe) 4:02
10. "Hard Case" – (Séan McCann, Kalem Mahoney, Jeen O’Brien) 3:47
11. "Rocks of Merasheen" – (Al Pitman, Pat Byrne, Arranged Alan Doyle, Séan McCann, Bob Hallett) 4:05
12. "Dance Dance" – (Séan McCann, Alan Doyle, Bob Hallett, Hawksley Workman, Jeen O’Brien) 2:49
13. "Heart of Stone" – (Séan McCann, Kalem Mahoney, Jeen O’Brien) 4:54
14. "Straight to Hell" – (Alan Doyle) 4:16

## Personel
- Alan Doyle – vokal, guitar, bouzouki
- Bob Hallett – vokal, bouzouki, violin, banjo, accordion, fløjteer, mundharmonika
- Séan McCann – vokal, guitar, bodhrán, banjo

Med
- Murray Foster – bas, vokal
- Kris MacFarlane – trommer, percussion, guitar, klaver, accordion, vokal

Gæstemusikere
- Hawksley Workman – trommer, percussion, guitar, bas, klaver, hammondorgel, Fender Rhodes
- Jeen O'Brien – vokal
- Keith Power – orkesterarrangement på "Walk on the Moon"

## Singler
- "Walk On the Moon" (udgivet til radio i april 2008;nåede #86 på Canadian Hot 100)